# Giovanni Aparecido Adriano dos Santos
Giovanni Aparecido Adriano dos Santos, meglio conosciuto come Giovanni (Bauru, 5 febbraio 1987), è un ex calciatore brasiliano, di ruolo portiere.

## Carriera

### Atlético Mineiro
Il 1º gennaio 2011 l'Atlético Mineiro ufficializza il suo acquisto dal Marília, dopo esperienze in prestito a Ponte Preta e Grêmio Prudente (ex Grêmio Barueri).

## Palmarès

### Club

#### Competizioni statali
- Campionato Mineiro: 2

Atlético Mineiro: 2012, 2013

#### Competizioni nazionali
- Coppa del Brasile: 1

Atlético Mineiro: 2014

#### Competizioni internazionali
- Recopa Sudamericana: 1

Atlético Mineiro: 2014